# (6597) Kreil
(6597) Kreil (1988 AF1) – planetoida z pasa głównego asteroid okrążająca Słońce w ciągu 4,16 lat w średniej odległości 2,58 j.a. Odkryta 9 stycznia 1988 roku.